# Ipso facto
La locuzione latina ipso facto (tradotta letteralmente per il fatto stesso) viene usata nel senso di "proprio a causa di quello specifico fatto". Es. "ogni processo è ipso facto anche il processo opposto" (Eraclito, teoria del divenire: "Negli stessi fiumi scendiamo e non scendiamo, siamo e non siamo")
In ambito giuridico indica una relazione di inevitabile conseguenzialità tra due fatti (ad esempio, l'insolvenza di uno dei contraenti può determinare ipso facto la risoluzione del contratto).